# Ränderscheibe

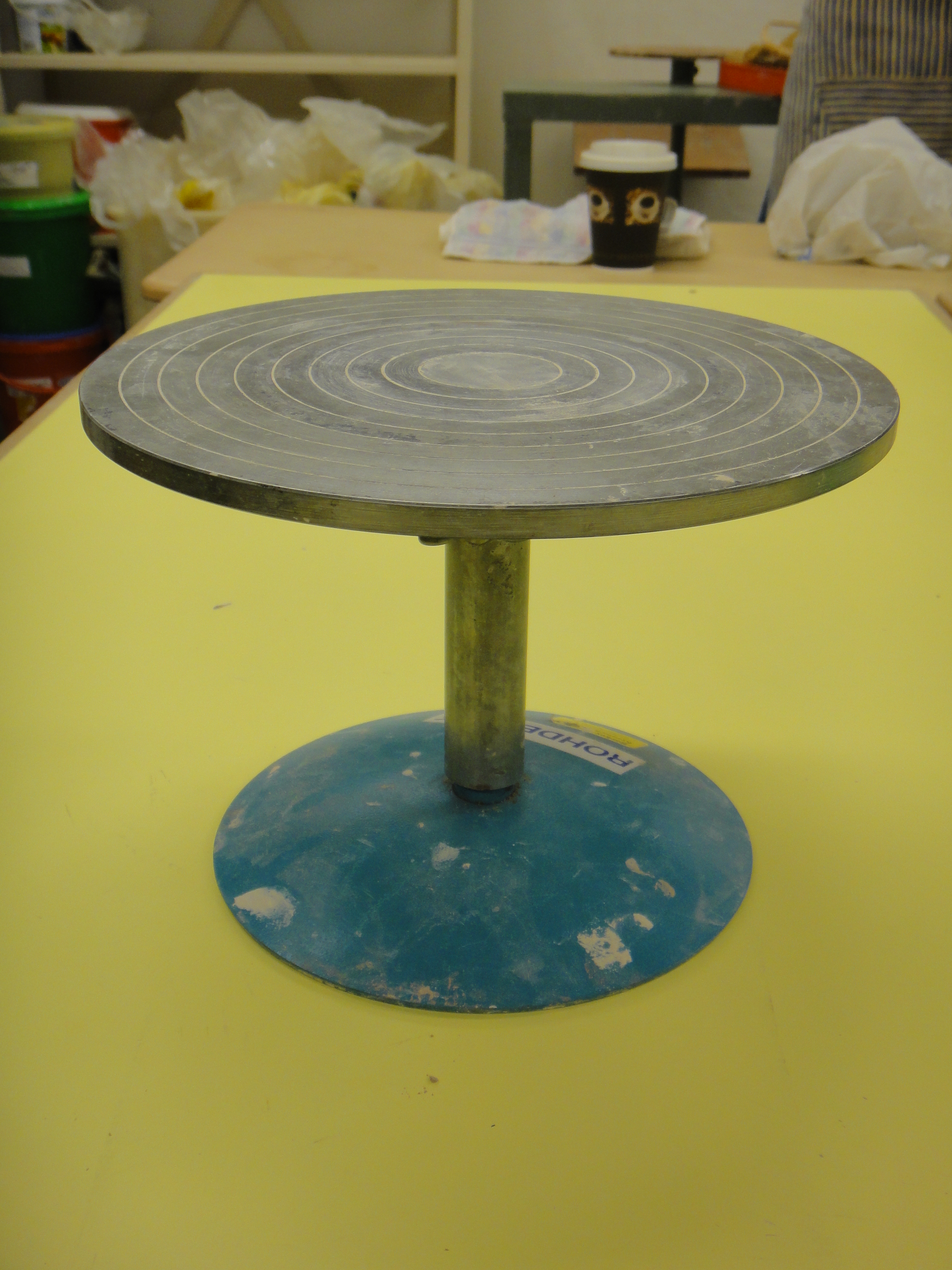
Ränderscheibe

Eine Ränderscheibe ist ein Werkzeug oder Hilfsmittel bei der handwerklichen Herstellung von Aufbaukeramik, z. B. in Wulsttechnik, sowie bei der Bemalung und dem Anbringen von Dekoren auf Keramikobjekten.
Der Name rührt daher, dass derartige Scheiben zunächst eingesetzt wurden, um farbige Rand-Dekore oder Goldränder aufzutragen.
Die Ränderscheibe besteht aus einer kreisrunden Metallplatte, die drehbar gelagert auf einem Fuß aus Metall steht. Anders als eine Töpferscheibe sind Ränderscheiben nicht elektrisch oder mechanisch angetrieben, sondern werden von Hand bewegt. Kreisförmige Rillen auf der Oberfläche der Scheibe ermöglichen das Zentrieren des Werkstückes. Durch Drehen der Scheibe kann das Objekt leicht von allen Seiten bearbeitet werden. Ränderscheiben existieren in verschiedenen Höhen, Größen und Ausführungen. In der Regel sind die Scheiben und Standfüße aus rostfreiem Metall gefertigt (z. B. Aluminium oder Zinkdruckguss). Eine genaue und leichtgängige Drehbarkeit erleichtert das Arbeiten mit der Ränderscheibe. Umso schwerer die Ränderscheibe ist, desto standsicherer ist sie, so dass insbesondere bei großen oder hohen Objekten eine möglichst schwere Ränderscheibe benutzt wird. Spezialversionen von Ränderscheiben erlauben auch einen Oval-, Dreikant- oder Vierkantlauf.